# ديف لامبرت
ديف لامبرت (بالإنجليزية: Dave Lambert)‏ هو عازف جاز ومغني أمريكي، ولد في 19 يونيو 1917 في بوسطن في الولايات المتحدة، وتوفي في 3 أكتوبر 1966 في ويستبورت (كونيتيكت) في الولايات المتحدة بسبب حادث مرور.

## وصلات خارجية
- ديف لامبرت على موقع IMDb (الإنجليزية)
- ديف لامبرت على موقع ميوزك برينز (الإنجليزية)
- ديف لامبرت على موقع أول ميوزيك (الإنجليزية)
- ديف لامبرت على موقع ديسكوغز (الإنجليزية)